# Chiesa di San Bartolomeo Apostolo (Camino)
La Chiesa di san Bartolomeo apostolo è la parrocchiale di Camino, frazione di Oderzo in provincia di Treviso e diocesi di Vittorio Veneto; fa parte della forania Opitergina.

## Storia
L'edificio sorge su un rialzo del terreno in prossimità del fiume Monticano; l'abside è rivolta verso est e la facciata verso il fiume e quella che anticamente era la piazza del paese.
Sebbene la prima attestazione documentata dell'edificio risalga al 1246, l'edificio nella sua forma originaria fu edificato con ogni probabilità nell'alto Medioevo, di certo prima dell'arrivo in paese della famiglia da Camino nel 1089.
I vari lavori di ampliamento e restauro che ha subito nel corso dei secoli hanno mutato profondamente l'aspetto dell'edificio che, secondo gli atti notarili di Guecellone di Salico, documenti risalenti al 1331 e conservati presso l'archivio di Stato di Treviso, era circondato da un portico similmente alla vicina  Chiesa di San Giovanni Battista di Tempio di Ormelle. Oggi, dove trovava posto il portico, si trovano le navate laterali, edificate all'inizio del XVIII secolo.
Una significativa fase di restauri alla chiesa si ebbe a partire dal 1909 su iniziativa del nuovo parroco don Antonio Dusnasco (Lucento 1876 – Camino 1944): il sacerdote, torinese, fu mandato in Veneto probabilmente su iniziativa di san Leonardo Murialdo per ricoprire l'incarico di segretario del vescovo mons. Sigismondo Brandolini-Rota, e alla morte di quest'ultimo fu nominato parroco di Camino.
La chiesa, dopo la rimozione del cimitero esterno, venne ampliata sia dalla parte dell'abside (1926) che dalla parte della facciata (1912) che fu demolita e ricostruita com'era in precedenza. Sulla facciata precedente erano murate due lapidi romane rimosse a fine Ottocento ed ora esposte al Museo civico archeologico Eno Bellis di Oderzo.
A coordinare i lavori di restauro fu l'architetto Ferdinando Forlati della Soprintendenza ai Monumenti di Venezia, oggi considerato uno dei più importanti restauratori di edifici antichi regione della sua epoca in Triveneto.
Ulteriori restauri si ebbero nel 1995-1997 con il recupero del sagrato, curato dall'architetto Maria Antonietta Moro, e nel 2008-2009 con la sistemazione del presbiterio ad opera dell'architetto Marzio Piasier.
Non è nota la data di consacrazione della chiesa, la quale anticamente veniva festeggiata l'8 dicembre, solennità dell'Immacolata Concezione di Maria.

## Esterno
Il sagrato fino al 1909 ospitava il cimitero; il muretto che lo circonda è stato ripristinato anche grazie all'aiuto di un disegno settecentesco della chiesa scoperto nell'archivio della Scuola Grande di San Rocco e conservato all'archivio di Stato di Venezia.
Sulla facciata sono affissi due stemmi nobiliari appartenenti a tali Giovanni Duodo e Giovanni Rota, personaggi il cui legame con la chiesa risulta attualmente ignoto.

### Il campanile
Il campanile, unito alla chiesa, fu usato come vedetta dagli Austriaci durante la prima guerra mondiale. Le campane furono acquistate al termine del conflitto per sostituire le precedenti, sequestrate dagli occupanti due anni prima: recano i motti Italia mater aere esc victoria e A sacrilege direptione austriaca anno secundo.
Il 6 settembre 1919 furono le seconde a suonare nella diocesi di Ceneda dopo la fine della guerra, dopo quelle del Santuario della Madonna dei Miracoli di Motta di Livenza.
Di fianco al campanile sono murate due lapidi con i nomi dei caduti del paese durante le due guerre mondiali, realizzate nel 1920 e nel 1996.

## Interno
Le decorazioni dell'edificio a motivi floreali furono eseguite tra il 1927 e il 1930 in stile neogotico dal restauratore veneziano Antonio Nardo, collaboratore di Forlati, dopo la raschiatura di precedenti decorazioni seicentesche definite all'epoca di scarsa fattura.

### Le navate
Le navate, settecentesche, presentano quattro finestre realizzate nello stesso periodo delle decorazioni floreali, con vetrate in vetro di Murano; sempre da Venezia provengono i lampadari, forgiati a Palazzo Ducale e collocati nel 1930.
Il battistero, posto in una cappella all'inizio della navata di sinistra, risale all'epoca di erezione della parrocchia (XV secolo) quando si affrancò dalla Pieve di Oderzo. È sormontato da un dipinto cinquecentesco, di autore ignoto, che raffigura il battesimo di Gesù.
Al termine della stessa navata è affisso un crocifisso ottocentesco di autore ignoto, restaurato nel 2003.

### Il presbiterio
Il presbiterio è il risultato di una radicale sistemazione avvenuta tra il 2008 e il 2009.
È sormontato da un dipinto che raffigura l'Annunciazione (Antonio Nardo, 1930) e affiancato da due altari sormontati da altrettanti capitelli in stile neoclassico: quello di sinistra contiene il tabernacolo; quello a destra invece presenta una statua della Madonna realizzata dalla bottega Ferdinando Demetz di Ortisei nel 1941.
L'altare, in pietra Chiarofonte di Asiago, è stato consacrato il 28 marzo 2009 dal vescovo di Vittorio Veneto mons. Corrado Pizziolo. Di fianco trova solitamente posto una croce astile acquistata nel 2016 presso l'atelier d'arte del Centro Aletti di Marko Ivan Rupnik.
L'abside, ampliata nel 1926, contiene un organo acquistato lo stesso anno dalla ditta Annibale Pugina di Padova. È volutamente fuori asse, a richiamare il capo chino di Gesù sulla croce.
Tra abside e presbiterio si trova un paliotto, realizzato nel 2009, sul quale è affissa la cosiddetta “Pala di San Bartolomeo”.

#### Il tabernacolo
Il tabernacolo, in legno indorato, è stato realizzato tra il 1672 e il 1677 dalla rinomata bottega Ghirlanduzzi di Ceneda. È stato restaurato nel 2009.

#### LaPala di San Bartolomeo
La Madonna con il Bambino in gloria, san Giovannino e i santi Bartolomeo e Giacomo è la pala d'altare della chiesa.
Il dipinto fu attribuito per la prima volta a Cima da Conegliano nel 1893, mentre Mauro Lucco nel 1985 lo attribuì a Francesco Beccaruzzi confrontandolo con la Madonna con il Bambino in gloria e i santi Pietro e Paolo, Caterina d'Alessandria, Giovanni Battista, Rocco e Sebastiano conservata nella chiesa dei Santi Pietro e Paolo di Mareno di Piave. Di Giorgio Fossaluzza (1999) è invece l'attribuzione attualmente più quotata, ovvero quella che porta a  Giovanni Antonio Licinio: Fossaluzza in particolare ha notato le affinità stilistiche della pala caminese con quella conservata nella chiesa parrocchiale di Fossalta Maggiore (Chiarano).
La composizione della tela ha la grandiosità delle forme di una sacra conversazione; l'immagine in alto della Madonna in gloria è un tema tipicamente controriformista; in basso, sotto la Vergine, prendono posto il titolare della chiesa san Bartolomeo apostolo e san Giacomo, patrono dei pellegrini, riconoscibili dagli attributi tipici. Sullo sfondo si intravede un paesaggio dai toni vagamente tizianeschi.
L'opera fu restaurata nel 1996 dalla ditta Saviano Bellé di Vittorio Veneto, grazie anche ad un finanziamento della Fondazione Cassamarca di Treviso.